# Gideon Omokirio
Gideon Omokirio, né le 12 octobre 1976 à Honiara, est un footballeur international salomonais aussi international de beach soccer, reconverti entraîneur.
Il compte 30 sélections pour 4 buts en équipe des Salomon de football.

## Biographie

### Football
Durant la Coupe d'Océanie de football 2000, l’équipe des Salomon passe le 1er tour derrière l’Australie mais est battue en demi-finale par la Nouvelle-Zélande. Gideon Omokirio permet à son pays de décrocher la 3e place en marquant un but contre le Vanuatu (2-1).
En 2010 il remporte la Ligue des champions de l'OFC avec le PRK Hekari United.
Au printemps 2011, Omokirio retourne aux Salomon pour devenir l'entraineur du Koloale FC

### Beach soccer
Gideon Omokirio participe aux Coupes du monde 2006, 2007, 2008 et 2009 en tant que capitaine de l'équipe des Salomon de beach soccer, jamais les salomonais ne passent le 1er tour. Omokirio prend part à 11 matchs et marque 5 buts durant ces 4 éditions. 
En 2013, Gideon Omokirio prend la succession de Henry Koto à la tête de l'équipe nationale de beach soccer.

## Palmarès

### Football
Salomon football
- Finaliste de la Coupe d'Océanie de football en 2004

PRK Hekari United
- Vainqueur de la Ligue des champions de l'OFC en 2010
- Barragiste de la Coupe du monde des clubs en 2010
- Champion de Papouasie-Nouvelle-Guinée en 2009, 2010 et 2011

### Beach soccer
Salomon beach soccer
- 1er tour de la Coupe du monde en 2006, 2007, 2008, 2009 et 2013
- Champion d'Océanie en 2006, 2007, 2009 et 2013

## Statistiques
Statistiques de Gideon Omokirio en équipe des Salomon de football :
| Sélection | Année | Statistiques | Statistiques |
| Sélection | Année | Matchs       | Buts         |
| --------- | ----- | ------------ | ------------ |
| Salomon A | 1996  | 2            | 0            |
| Salomon A | 1997  | -            | -            |
| Salomon A | 1998  | -            | -            |
| Salomon A | 1999  | -            | -            |
| Salomon A | 2000  | 4            | 2            |
| Salomon A | 2001  | 3            | 0            |
| Salomon A | 2002  | 3            | 0            |
| Salomon A | 2003  | 4            | 0            |
| Salomon A | 2004  | 9            | 2            |
| Salomon A | 2005  | 2            | 0            |
| Salomon A | 2006  | -            | -            |
| Salomon A | 2007  | 3            | 0            |
| Total     | Total | 30           | 4            |